# Hans Eppinger senior
Hans Eppinger (* 17. Dezember 1848 in Karolinenthal (Karlín (Prag)); † 12. August 1916 in Graz) war ein österreichischer Mediziner und Universitätsprofessor in Prag und Graz.

## Herkunft und Angehörige
Hans Eppinger senior, ein Bruder des Carl Eppinger (1853–1911), Führer der deutschen Liberalen im böhmischen Landtag, verehelicht mit Anna Marterer (1851–1925), war ein Sohn des Heinrich Eppinger (1813–1868), Notar und Stiftkanzleidirektor im Klosterstift Braunau (Broumov) in Böhmen und dessen Ehefrau Aloisia Salomon.

## Leben
Nach einem Studium an der Universität Prag, promovierte Hans Eppinger senior 1869 zum Doktor der Medizin, war Schüler von Vaclav Treitz (1819–1872) und Assistent von dessen Nachfolger Edwin Klebs (1834–1913). Ab 1872 war Eppinger Privatdozent und wurde Mitglied der Burschenschaft Carolina Prag, nach 1945 Akademische Burschenschaft Carolina zu Prag in München und war ab 1875 a.o. Professor an der Universität Prag.
Ab 1882 bis 1912 war Hans Eppinger senior als Professor für Pathologische Anatomie an der Karl-Franzens-Universität Graz in der Steiermark tätig, wurde 1891 zum Universitätsrektor gewählt und ging 1912 in den Ruhestand.

## Bedeutung
Hans Eppingers Hauptverdienst in der Pathologischen Anatomie liegt auf dem Gebiet der Bakteriologie und der Infektionskrankheiten, die er durch die Beschreibung einer neuen pathogenen Kladothrix und der durch sie verursachten Pseudotuberkulose sowie durch seine Monographie über die Hadernkrankheit erhellte. Bei dieser konnte er den Nachweis erbringen, dass es sich um eine Infektion durch Einatmung von Sporen und um eine primäre Milzbrandkrankheit handelte. Ebenso ist in seiner umfangreichen Publikation "Pathogenesis, Histogenesis und Aetiologie der Aneurysmen" der bakteriologische Teil der zukunftsweisende, denn er bringt die Entdeckung und Beschreibung des embolisch-mykotischen Aneurysmas.

## Ehrungen
- 1885: Mitglied der Leopoldina[1]

## Veröffentlichungen
- Eppinger, Hans (1887): Pathogenesis, Histogenesis und Aetiologie der Aneurysmen, einschließlich des Aneurysma equi verminosum: Pathologisch-anatomische Studien. Berlin: Hirschwald
- Eppinger, Hans (1894): Die Hadernkrankheit: eine typische Inhalations-Milzbrand-Infection beim Menschen unter bes. Berücksichtigung ihrer pathologischen Anatomie und Pathogenesis. Jena: Fischer